# Клапмютс
Клапмютс (африк. и англ. Klapmuts) — небольшой город на юго-западе Южно-Африканской Республики, на территории Западно-Капской провинции. Входит в состав района Кейп-Вайнлендс. Является частью местного муниципалитета Стелленбос.

## Географическое положение

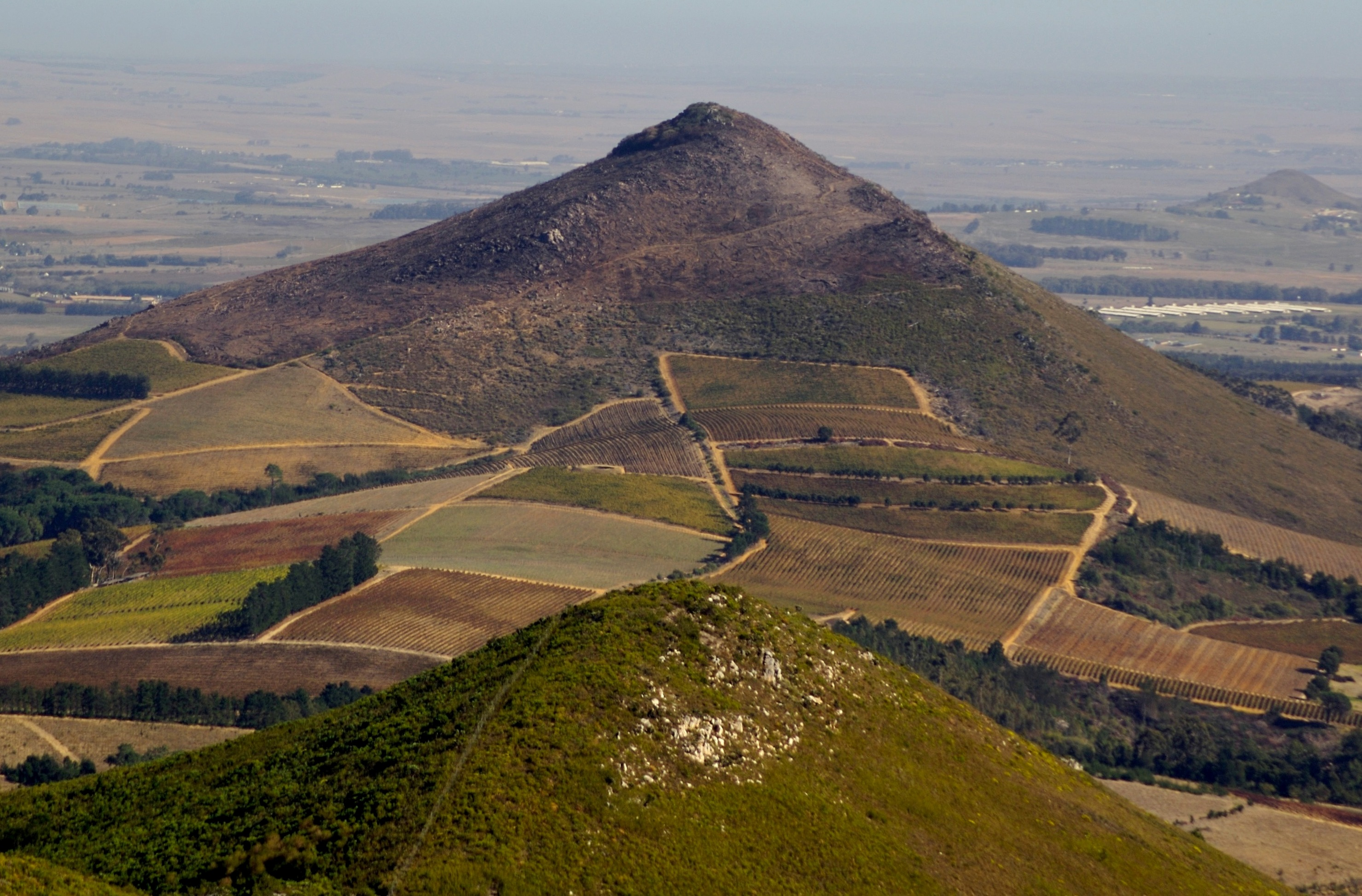
Холм Клапмютс

Город расположен в юго-западной части провинции, у подножья одноимённого холма, к западу от реки Берхрифир, на расстоянии приблизительно 25 километров (по прямой) к востоку-северо-востоку (ENE) от Кейптауна, административного центра провинции. Абсолютная высота — 174 метра над уровнем моря.

## Население
По данным официальной переписи 2001 года, население составляло 3952 человека, из которых мужчины составляли 50,05 %, женщины — соответственно 49,95 %. В расовом отношении цветные составляли 70,34 % от населения города, негры — 27,91 %, белые — 1,75 %. Наиболее распространёнными среди горожан языками были: африкаанс (77,05 %), коса (19,59 %), сесото (2,53 %) и английский (0,53 %).

Согласно данным, полученным в ходе проведения официальной переписи 2011 года, в Клапмютсе проживало 7703 человека, из которых мужчины составляли 50,1 %, женщины — соответственно 49,9 %. В расовом отношении цветные составляли 64,2 % от населения города, негры — 33,52 %; белые — 0,97 %; азиаты (в том числе индийцы) — 0,29 %; представители других рас — 1,01 %. Наиболее распространёнными среди жителей города языками являлись: африкаанс (72,25 %), коса (21,59 %), сесото (2,39 %) и английский (1,87 %).

## Транспорт
К северу от города проходит национальная автотрасса N1. Через территорию города проходят региональные шоссе R44 и R101. Имеется железнодорожная станция.